# كأس الأمير 1963–64
أقيمت بطولة كأس الأمير الثالثة في موسم 1963/1964، وقد شارك في البطولة 7 فرق.

## الفرق المشاركة
- نادي العربي الكويتي
- نادي القادسية الكويتي
- نادي الكويت
- نادي الفحيحيل
- فريق شركة نفط الكويت
- فريق الكلية الصناعية
- فريق ثانوية الشويخ

## الدور التمهيدي
- نادي العربي الكويتي × نادي الفحيحيل (0:8)
- نادي الكويت × فريق شركة نفط الكويت (0:2)
- نادي القادسية الكويتي × الكلية الصناعية (0:5)

## الدور النصف نهائي
- نادي العربي الكويتي × نادي الكويت (3:8)
- نادي القادسية الكويتي × فريق ثانوية الشويخ (3:4)

## النهائي
- نادي العربي الكويتي × نادي القادسية الكويتي (1:2)

سجل هدفي العربي :
- عبد الرحمن الدولة هدفين

سجل هدف القادسية :
- محمد الشراح

## هداف البطولة
- عبد الرحمن الدولة 7 أهداف (العربي).

## مشاهدات من البطولة
- أمتلك نادي العربي الكويتي الكأس بعد فوزه فيه لثلاثة مرات متتالية.
- شارك نادي الفحيحيل لأول مرة في بطولة كأس الأمير.